# Dade City
Dade City es una ciudad ubicada en el condado de Pasco en el estado estadounidense de Florida. En el Censo de 2010 tenía una población de 6437 habitantes y una densidad poblacional de 406,9 personas por km².

## Geografía
Dade City se encuentra ubicada en las coordenadas 28°21′21″N 82°11′36″O / 28.35583, -82.19333. Según la Oficina del Censo de los Estados Unidos, Dade City tiene una superficie total de 15.82 km², de la cual 15.33 km² corresponden a tierra firme y (3.11%) 0.49 km² es agua.

## Demografía
Según el censo de 2010, había 6437 personas residiendo en Dade City. La densidad de población era de 406,9 hab./km². De los 6437 habitantes, Dade City estaba compuesto por el 67.35% blancos, el 20.44% eran afroamericanos, el 0.42% eran amerindios, el 0.43% eran asiáticos, el 0.16% eran isleños del Pacífico, el 8.65% eran de otras razas y el 2.55% pertenecían a dos o más razas. Del total de la población el 20.65% eran hispanos o latinos de cualquier raza.

## Educación
El Distrito Escolar del Condado de Pasco gestiona escuelas públicas.